# Kaya Toft Loholt
Kaya Toft Loholt (nascida em 	21 de dezembro de 2007) é uma atriz dinamarquesa. Com seu papel no longa-metragem  A Perfectly Normal Family (2020), ela se tornou a mais jovem vencedora do Prêmio Bodil.

## Carreira
Loholt estrelou um episódio da série de TV da Netflix, The Rain de 2018. Em 2020, ela estrelou mais duas séries de TV, Når støvet har lagt sig e Julefeber. Ela protagonizou ao lado de Mikkel Følsgaard o filme A Perfectly Normal Family, que estrou no Festival Internacional de Cinema de Rotterdam, antes de ser lançado na Dinamarca em 20 de fevereiro de 2020.

## Filmografia
| Ano  | Título                     | Papel         | Nota(s)                             |
| ---- | -------------------------- | ------------- | ----------------------------------- |
| 2022 | Svale Søgen                | Katrine       | Curta-metragem                      |
| 2022 | Carmen Curlers             | Kirsten       |                                     |
| 2020 | Julefeber                  | Signe         |                                     |
| 2020 | Changing Tune              | Garota        | Curta-metragem                      |
| 2020 | Når støvet har lagt sig    | Rose Dalsgård |                                     |
| 2020 | En helt almindelig familie | Emma          | Venceu-Prêmio Bodil de Melhor Atriz |
| 2018 | The Rain                   | Vilde         |                                     |